# 進藤清貴
進藤 清貴（しんどう きよたか、1952年3月27日 - ）は、日本の実業家。王子ホールディングス代表取締役社長を経て、同社代表取締役会長。元日本製紙連合会会長。

## 人物・経歴
北海道苫小牧市出身。1975年北海道大学工学部機械工学科卒業、王子製紙（現王子ホールディングス）入社。2007年執行役員統括技術本部長兼環境部長兼王子エンジニアリング代表取締役社長。2009年取締役常務執行役員に昇格。2012年から代表取締役社長社長執行役員を務め、需要縮小が進む中で全従業員の1割に当たる2000人の従業員を削減するなどのリストラ策を進めた。2015年体調不良により退任となった篠田和久に代わり代表取締役会長に就任し、矢嶋進とともにループ共同最高経営責任者に就く異例のツートップ体制を敷いた。この間、2014年から2016年まで日本製紙連合会会長を務めたほか、日本ニュージーランド経済委員会委員長等も歴任した。豪腕で自他ともに認める「よく怒る上司」とされる。